# Charlee Minkinová
Charlee Minkinová (* 13. listopadu 1981 San Francisco) je bývalá americká zápasnice – judistka a grapplerka, židovského původu.

## Sportovní kariéra
Vyrůstala nedaleko San Francisca v Half Moon Bay. V dětství přišla o otce při letecké nehodě na Aljašce. S judem začínala v San Brunu v 5 letech dódžó rodiny Cahillů. Od 18 let se připravovala v Colorado Springs v olympijském tréninkovém centru pod vedením Eda Liddieho. V americké ženské reprezentaci se prosazovala od roku 2001 v pololehké váze do 52 kg. V roce 2004 se kvalifikovala na olympijské hry v Athénách, kde prohrála v úvodním kole v prodloužení na body (koka) za pasivitu s Němkou Raffaellou Imbrianiovou. Od roku 2005 se specialiozovala na přípuzný sport grappling (strhy, boj na zemi, submise) jehož je instruktorkou.

## Výsledky
| Turnaj                  | 2000           | 2001           | 2002           | 2003           | 2004           |
| Turnaj                  | 19             | 20             | 21             | 22             | 23             |
| Turnaj                  | pololehká váha | pololehká váha | pololehká váha | pololehká váha | pololehká váha |
| ----------------------- | -------------- | -------------- | -------------- | -------------- | -------------- |
| Olympijské hry          | —              |                |                |                | úč.            |
| Mistrovství světa       |                | úč.            |                | úč.            |                |
| Panamerické hry         |                |                |                | 2.             |                |
| Panamerické mistrovství | 1.             | 5.             | 2.             | 2.             | 2.             |